# Dvorište (okręg maczwański)
Dvorište (cyr. Двориште) – wieś w Serbii, w okręgu maczwańskim, w mieście Šabac. W 2011 roku liczyła 237 mieszkańców.